# Józef Żiżka
Józef Żiżka (ur. 11 marca 1913 w Krakowie, zm. 28 października 1975 w Zakopanem) – polski piłkarz, występujący na pozycji obrońcy lub pomocnika, 2-krotny reprezentant Polski.

## Kariera klubowa
Wychowanek Olszy Kraków, w barwach której występował przez 5 lat. Następnie, w latach 1933–1938 reprezentował barwy Cracovii. Kolejnym krokiem w karierze Żiżki były dwa lata gry w TS Mościce (obecnie Unia Tarnów). Po II wojnie światowej piłkarz występował jeszcze w barwach Polonii Świdnica, a także Gwardii Zakopane.

## Kariera reprezentacyjna
Józef Żiżka rozegrał w reprezentacji Polski 2 spotkania, debiutując 26 sierpnia 1934 w meczu z Jugosławią, rozegranym w Belgradzie.

## Kariera trenerska
W latach 1950–1952 Żiżka był grającym trenerem Gwardii Zakopane.